# Hájek (Praga)
Hájek u Uhříněvsi – część Pragi. W 2010 zamieszkiwało ją 413 mieszkańców.